# Быляки

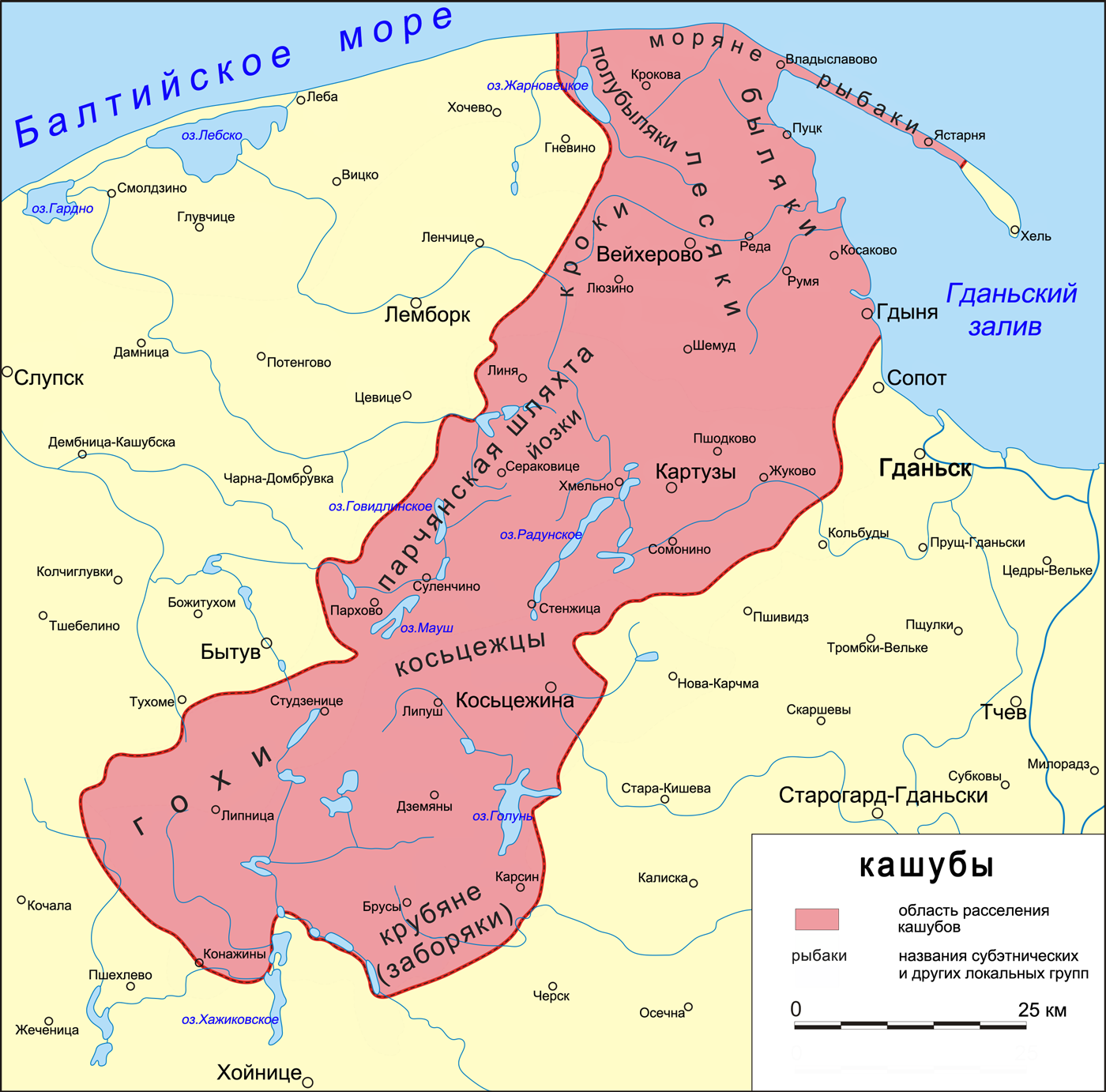
Быляки (bëlôcë) на карте Кашубии

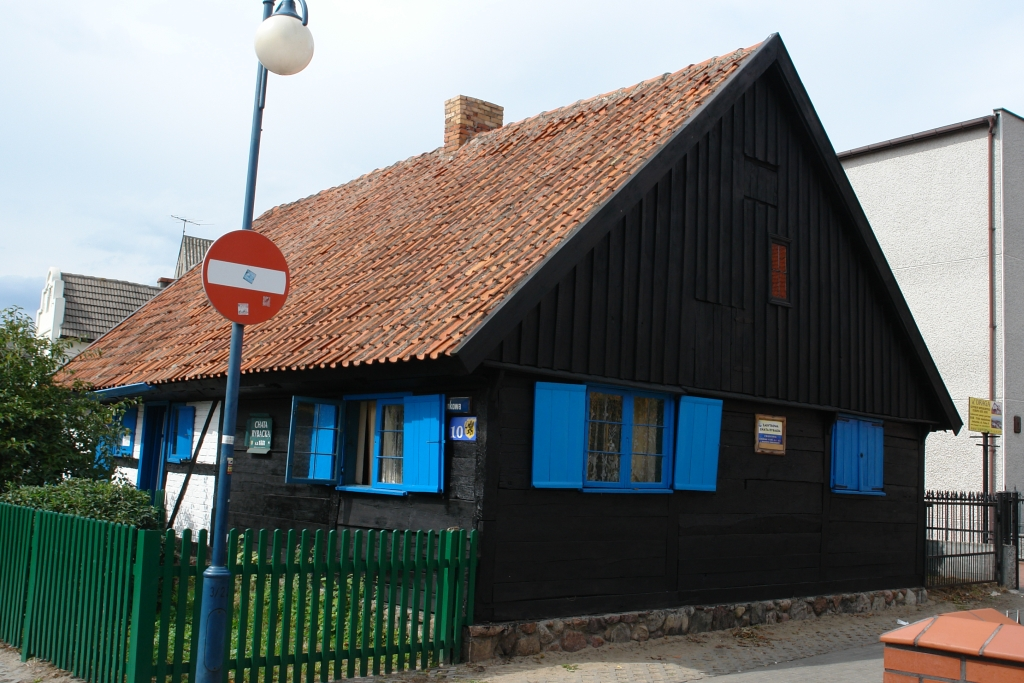
Старый рыбацкий дом (rëbackô chëcz — chatka rybacka) в Ястарне

Быляки́ (также белёки; кашуб. bëlôcë, пол. bylacy) — субэтническая группа кашубов, населяющая северо-восточную часть территории Кашубии, главным образом, побережье в районах Сважевского (kępa Swarzewska), Оксивского (kępa Oksywska) и Пуцкого (kępa Pucka) мысов, а также на Хельской косе. Данные территории относятся к городским (Хель, Ястарня, Пуцк, Владыславово) и сельским гминам (Пуцк и Косаково) Пуцкого повята Поморского воеводства. Быляки являются автохтонным населением Кашубского Поморья, как и все кашубы — католики. Первым отметившим этнографические особенности и произношение быляков был российский учёный А. Ф. Гильфердинг.

## Особенности говоров
Быляки выделяются среди других кашубов главным образом особенностями речи, по которым кашубы соседних регионов и дали им название. Вместо ł быляки произносят звук l — общекашубские béł, bëła, или польские był, była, произносятся как bél, bëla (рус. был, была), данное фонетическое явление известно под названием былачение, также названы и говоры — быляцкие (Ф. Лоренц относил к ним ястарнинский, кузвельдский, халупский, сважевско-стшелинский, пуцкий городской, стажинско-меховский и оксивский говоры). В прошлом (в начале XX века) быляки говорили также на немецком литературном языке и нижненемецких диалектах. В настоящее время, как и у всего остального населения Кашубии, распространён польский язык.

## Локальные группы
По языку и культуре былякам близка группа полубыляков (кашуб. półbëlôcë, пол. półbylacy), или лежцев (пол. leżcy), живущих на северо-западе Кашубии в гмине Кроково, говорящих на жарновецком говоре, в котором былачение отмечается лишь частично (например, в слове leżka (пол. łyżka, рус. ложка), откуда происходит один из их экзоэтнонимов). 

В составе быляков выделяются локальные группы, получившие своё название или из-за особенностей в ведении хозяйства или по территориальному размещению:
- рыбаки, или ребоки (кашуб. rëbôcë, пол. rybacy) на Хельской косе, основным занятием их было рыболовство, отличались от других групп кашубов тем, что не содержали лошадей;
- гбуры (кашуб. gbùrë, пол. gburzy), или конники (кашуб. kònicë, пол. konicy) в районе Пуцкого залива, их название происходит от кашубского слова gbùr (из древневерхненем. giburo) — «фермер», в прошлом были зажиточными крестьянами;
- заблочане (кашуб. zabłocónie) в Заблочье (кашуб. Zabłocé, пол. Zabłocie) к западу от Сважевского мыса за Белавским (пол. Bielawskie Błoto) и Пуцким болотами (кашуб. Pùcczé Błoto, пол. Puckie Błoto);
- козляки (кашуб. kòzlôcë), или козляры (кашуб. kòzlarze) на возвышенности в районе Оксивского мыса в местности, называемой (кашуб. Wësoczi Krôj).